# Museo dell'Asia Anteriore
Il Museo dell'Asia Anteriore (in tedesco Vorderasiatisches Museum; conosciuto anche come Museo del Vicino Oriente) fa parte del Pergamonmuseum sull'Isola dei musei a Berlino.
Dedicato alle antiche culture dell'Asia Anteriore o Vicino Oriente, è stato paragonato al Louvre e al British Museum per l'importanza della sua collezione archeologica, che copre seimila anni di storia di quella regione. Espone in 14 sale esempi di architettura, rilievi e piccoli manufatti da Sumer, Babilonia, Assiria e Anatolia.

## Storia

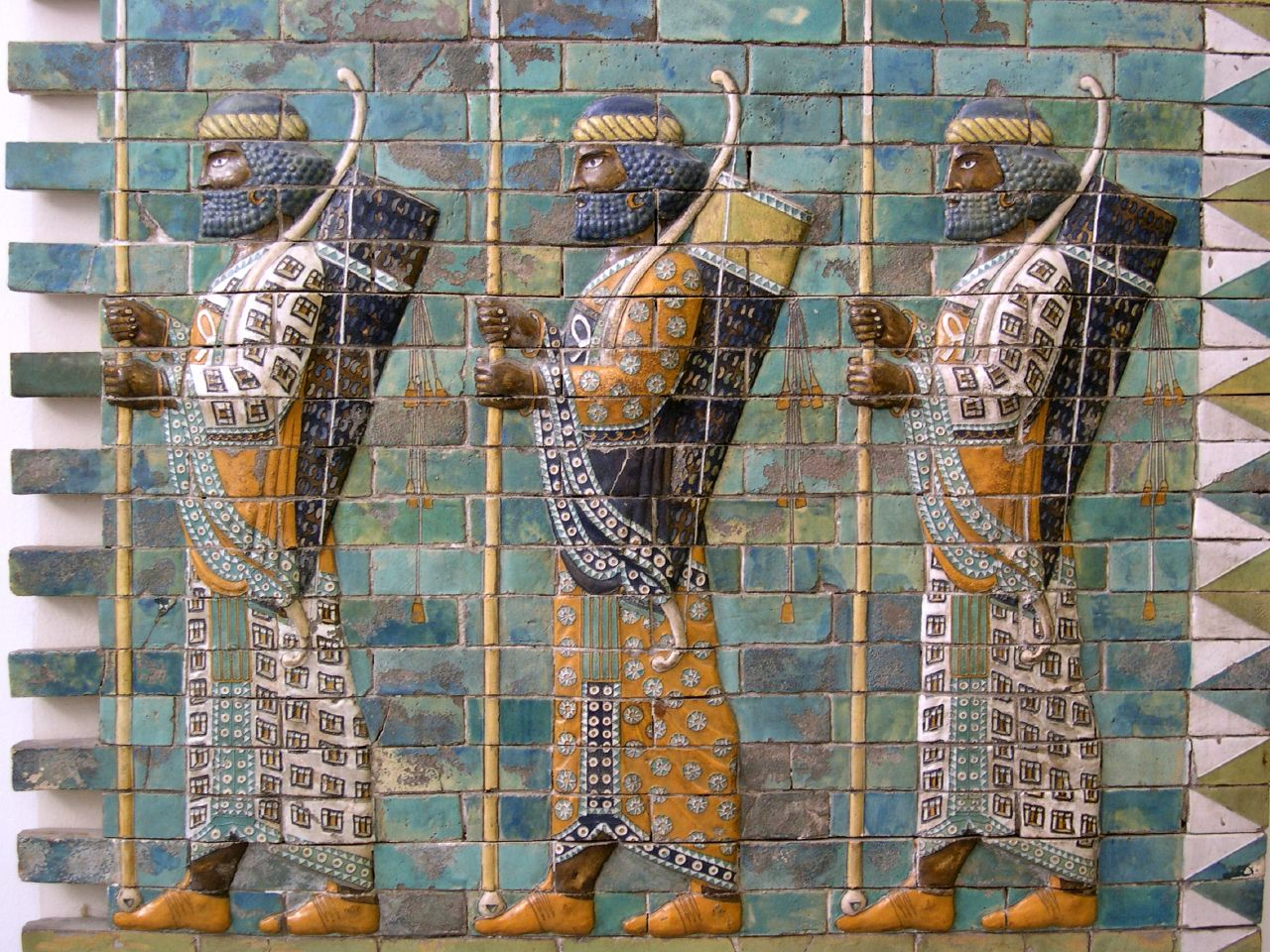
Dettaglio di pannello di mattoni smaltati che mostra guerrieri achemenidi.

La collezione berlinese è intimamente associata all'evoluzione della scienza dell'assiriologia e ai primi risultati positivi nella decifrazione della scrittura cuneiforme da parte del linguista Georg Friedrich Grotefend. Tali progressi, insieme alla fondazione della Società Tedesca dell'Oriente (Deutsche Orient-Gesellschaft) nel 1898, stimolarono l'interesse internazionale per le culture di Babilonia e Assiria.
A partire dalla fondazione della collezione nel 1899 nuovi scavi tedeschi portarono alla luce molti altri pezzi che arricchirono la raccolta originale. Fino al 1929 gli oggetti erano depositati nell'antico Museo Kaiser Friedrich (oggi Museo Bode), quando furono trasferiti nel Museo di Pergamo, venendo esposti al pubblico quando questo museo aprì le sue porte nel 1930.
Durante la Seconda guerra mondiale i reperti installati permanentemente nel museo non furono rimossi, e fortunatamente soffrirono poco, ma gli oggetti mobili furono confiscati dall'Unione Sovietica, tornando in Germania solo nel 1958, cinque anni dopo la riorganizzazione e l'apertura del Museo dell'Asia Anteriore.

## La collezione

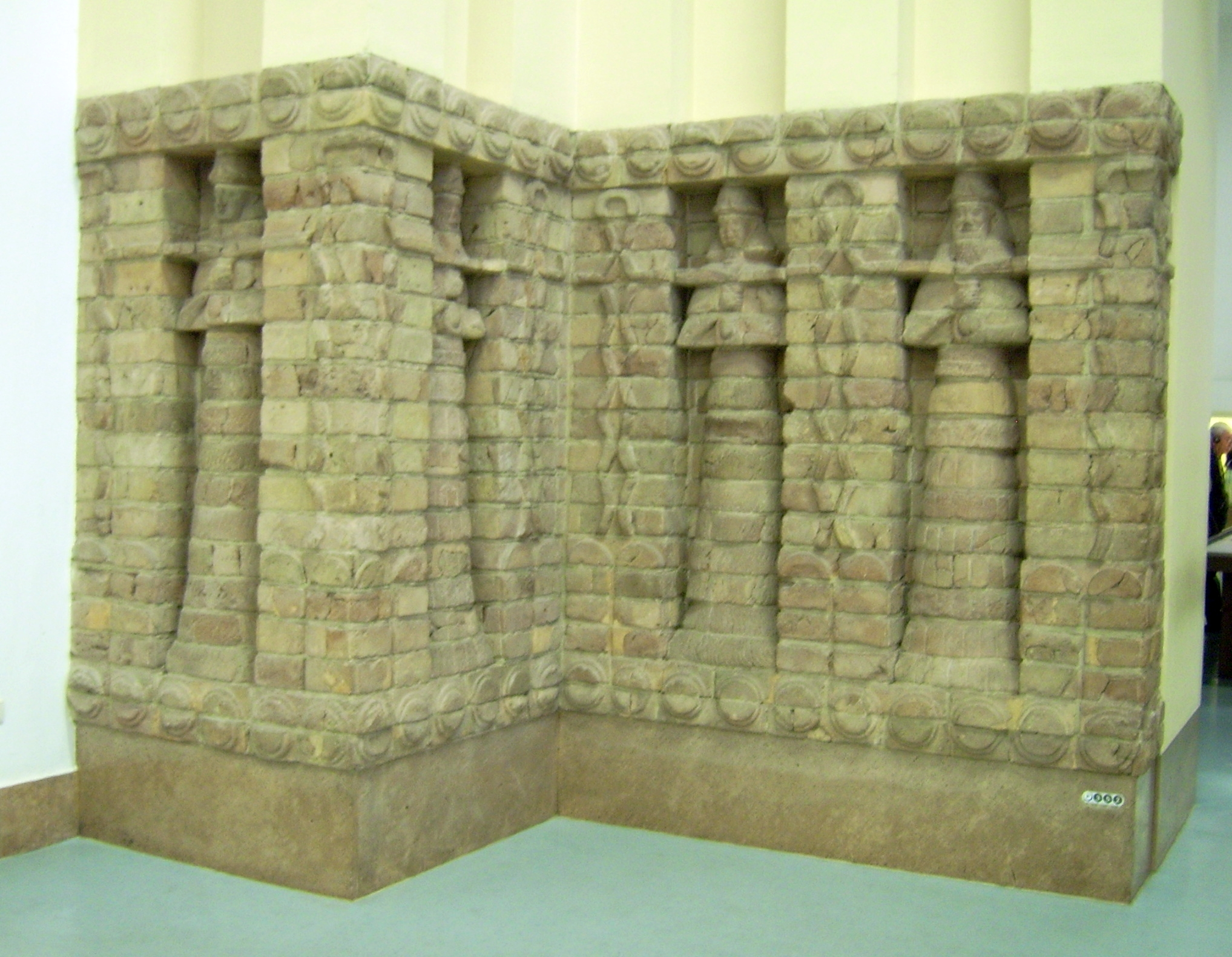
Parte della facciata del tempio di Karaindash dedicato a Inanna a Uruk.

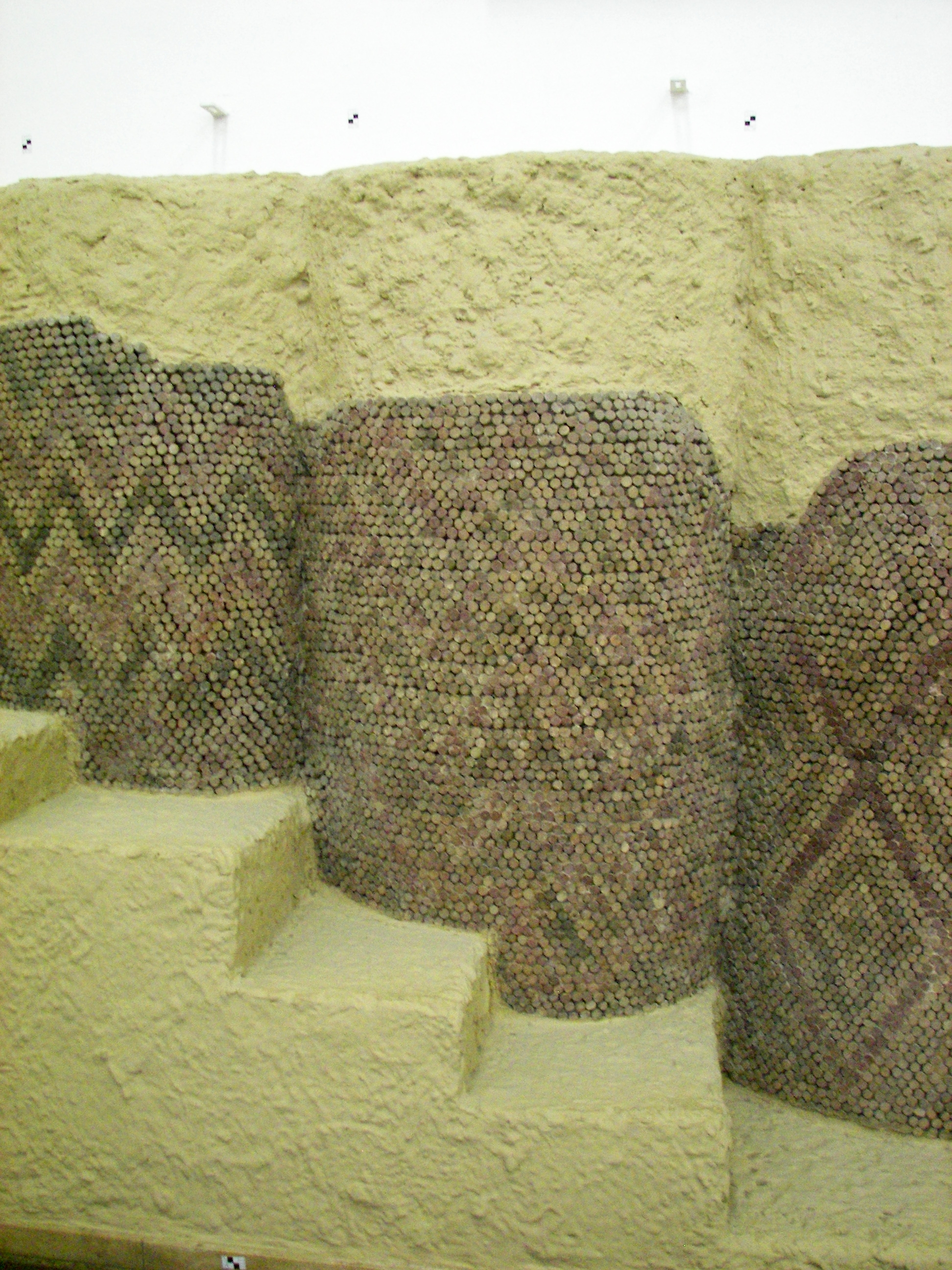
Ricostruzione di un mosaico dal tempio di Eanna.

Tra le attrazioni principali della raccolta vi sono la famosa Porta di Ishtar, la Via Processionale e la facciata della sala del trono di Nabucodonosor II, con la ricostruzione di parte degli edifici nelle loro dimensioni originali, con un effetto imponente. Altri pezzi importanti sono il modello della Torre di Babele, dedicata a Marduk, dio di Babilonia, e una copia del Codice di Hammurabi.
Gli inizi della scrittura sono documentati con ritrovamenti di Uruk, nella Sumeria del IV millennio a.C., composti da sigilli e tavolette di argilla. Sempre da Uruk provengono sezioni ricostruite di templi monumentali del III millennio a.C.
Altre sale mostrano rilievi e facciate del palazzo assiro di Kalchu, del IX secolo a.C., e vasi, gioielli, ferramenta e sculture più recenti.

### Ricerca
Il Museo dell'Asia Anteriore sostiene programmi di scavi archeologici, tra i quali:
- Progetto Tell Halaf, dedicato al restauro di manufatti inestimabili rimanenze del Museo berlinese Tell Halaf, che fu seriamente danneggiato durante la guerra, e include scavi nel sito archeologico di Tell Halaf, in Siria, in collaborazione con altre istituzioni.
- Progetto Tell Knedig, di scavi nella regione di Habur, in Síria, dove già si riuscì a scoprire la struttura di un villaggio del secolo III a.C. e a spiegare aspetti legati alla topografia della Mesopotamia superiore nell'Età del bronzo.
- Siria, che include lo studio dei recuperi del Museo Tell Halaf e di altri ritrovamenti realizzati durante spedizioni nei decenni 1970-1980 nell'area del fiume Eufrate e portati in Germania.